# ایوان کوپالا
«ایوان کوپالا» (به انگلیسی: Ivan Kupala) یکی از جشن‌های تابستانی اقوام اسلاو نژاد است که شباهت‌هایی به چهارشنبه سوری ایرانیان دارد. این جشن باستانی، ریشه در آیین‌های پاگانیستی (بت‌پرستی) دارد؛ دورانی که به خدایان متعدد و نیروهای طبیعی و جادو اعتقاد داشتند. آیین «ایوان کوپالا»، درباره تطهیر انسان، عشق و زایندگی و راندن نیروی‌های اهریمنی با استفاده از آب و آتش (دو نیروی متضاد طبیعت) است.
اسلاوهای باستان این آیین را در بلندترین روز سال (انقلاب تابستانی) جشن می‌گرفتند. روزی که خورشید بیشتر از همه روزهای دیگر به زمین می‌تابد.
با ورود مسیحیت ارتودوکس به روسیه (حدود هزار سال پیش) این جشن با روز «یحیی تعمید دهنده» (یوحنا) آمیخته شد و امروزه، با چند روز جا به جایی، در ۱۵ تیرماه (۶ ژوئیه) برگزار می‌شود.

## تاریخچه
اعتقاد بر این است که در این روز، طبیعت نیروی شفا‌دهنده پیدا می‌کند. درختان با خش خش برگ‌هایشان با هم حرف می‌زنند و حیوانات با هم صحبت می‌کنند. حتی علف‌ها نیروهای جادویی پیدا می‌کنند. مردم و به خصوص دخترها، صبح خیلی زود بیدار می‌شوند و پای برهنه در طبیعت قدم می‌زنند تا شبنم شفا‌دهنده به پایشان بخورد. در این روز همه باید تنی به آب بزنند و شنا کنند. بعد به دنبال جمع‌آوری گیاهان درمانی می‌روند. دخترها، از ۱۲ گل و گیاه مختلف دسته گل درست کرده و روی سرشان می‌گذارند.
هوا که روی به تاریکی می‌رود، خرمن آتش برپا می‌کنند و دور آتش، دست به دست هم داده و آواز می‌خوانند و می‌رقصند. زوج‌های دختر و پسر دست هم را می‌گیرند و از روی آتش می‌پرند. این یک جور «آزمون آتش» است. اگر بتوانند با هم، بدون این که دستشان از هم جدا شود بپرند، با هم ازدواج می‌کنند و زندگی‌شان دوام می‌آورد. هر چه بلندتر بپرند، خوشبخت‌تر می‌شوند. اگر دستشان از هم جدا بشود، در زندگی هم از هم جدا می‌شوند. بعد از پایان رقص و آواز، خرمن آتش را داخل آب می‌اندازند و به سمت آب می‌روند. دخترها هم، چند شمع داخل دسته گل روی سرشان گذاشته و به آب روان می‌سپارند. اگر دسته گل غرق شود، یعنی جدایی در مسیر عشقی. اگر روی آب بماند، یعنی مراسم عروسی در راه است. اگر به خشکی برگردد، یعنی در سال آینده تنها می‌مانند.
سنت دیگر در این شب، گرفتن فال با موم مذاب شمع است. شمع را بر می‌گردانند و موم مذاب را داخل ظرفی از آب سرد می‌ریزند و از روی شکل موم سرد شده، درباره آینده‌شان حدس و گمان می‌زنند و خیالبافی می‌کنند. فال شمع فقط مختص به این شب نیست و در مناسبت‌های مختلف مرسوم است. این شب، هیچ‌کس نمی‌خوابد. بعد از آب تنی و آتش بازی و فال دسته گل و شمع و رقص و پایکوبی، دخترهای مجرد دل به جنگل می‌زنند. پسرها هم پشت سرشان. به دنبال «گل سرخس»!
اعتقاد بر این است که سرخس (که اساساً گل نمی‌دهد) در این شب گل قرمز رنگی می‌دهد که هر کس آن گل را پیدا کند، به رمز و رموز تمام عالم دسترسی پیدا کرده و به خوشبختی ابدی می‌رسد. حتی زبان حیوانات را یاد می‌گیرد. اما نیروهای جادویی و اهریمنی محافظ این گل هستند و خوشبختی حاصل از یافتن آن، به کسی نرسیده! در واقع، یکی از دلایل آبتنی و رقص و پایکوبی برهنه و به دل جنگل زدن دختر و پسرها، جدای باور به تطهیر روح و بدن انسان، بهانه‌ای است برای این که دختر و پسرها از هم دلبری کنند و جرقه ازدواج زده شود.
درباره ریشه کلمه «ایوان کوپالا» نظرات مختلفی مطرح است. بعضی‌ها می‌گویند که «کوپالا» همان «کیوپید» اسلاو‌هاست. «کیوپید» خدای عشق و شهوت در اساطیر رومی است. همان پسربچه کوچکی که نماد روز ولنتاین است. بعضی‌ها می‌گویند که «کوپالا» از کلمه «کوپات» روسی به معنی «آب تنی دادن» آمده است. «ایوان» هم همان «یحیی تعمید دهنده» (یوحنا) است. گروه دیگری می‌گویند این جشن ریشه در آیین زرتشتی دارد و ایوان، همان زرتشت است. کوپالا هم از کلمه یال و کوپال به معنای تنومند آمده. یعنی جشن «زرتشت تنومند»